# Glasgowska skala kome
Glasgowska skala kome (engl. Glasgow Coma Scale) je bodovni sustav koji se koristi kako bi se vrednovala razina svijesti kod osoba neposredno nakon  ozljede mozga. 
Ovu skalu su prvi puta objavili Graham Teasdale i Bryan J. Jennett, profesori neurokirurgije Glasgowskog sveučilišta daleke 1974 godine, a danas je u svijetu najčešće korištena neurološka skala .
Glasgow koma skala(GKS) mjeri se od 3 do 15, gdje 3 označava najgori odgovor (duboka koma ili smrt), a 15 najbolji (pacijent pri punoj svijesti). 

## Dijelovi glazgovske skale kome
Skala se dobiva zbrajanjem vrijednosti 3 parametra: najboljeg očnog odgovora s najvećom vrijednosti 4, najboljeg govornog odgovora s najvećom vrijednosti 5 te najboljeg motoričkog odgovora s najvećom vrijednosti 6.
Odgovori se vrednuju na sljedeći način:

### Najbolji očni odgovor (O)
1. ne otvara oči
2. oči otvara na bolni podražaj
3. oči otvara na glasovnu naredbu
4. spontano otvara oči

### Najbolji verbalni (govorni) odgovor (V)
1. nema glasovnog odgovora
2. odgovara nerazumljivim zvukovima
3. odgovara besmislenim riječima
4. odgovora konfuzno
5. odgovara orijentirano

### Najbolji motorički odgovor (M)
1. nema motoričkog odgovora
2. odgovara ekstenzijom na bolni podražaj (tzv. decerebracijski odgovor)
3. odgovara fleksijom na bolni podražaj (tzv. dekortikacijski odgovor)
4. odmiče se od bolnog podražaja
5. lokalizira bolni podražaj
6. prati naredbe

## Tumačenje rezultata
Osim što se može tumačiti zbroj dobivenih vrijednosti 3 mjrena parametara (vidi gore), mogu se tumačiti i pojedinačni rezultati unutar pojedinog prametra. 
Tako, na primjer, rezulat mjerenja može glasiti "GKS 9 = O2 V4 M3 at 07:35".
Općenito, kome možemo klasificirati kao:
Teške, ako je GKS ≤ 8 
Srednje teške, ako je GKS 9 - 12 
Plitke, ako GKS ≥ 13. 

## Prednosti i nedostaci Glawsgovske skale kome
GKS je jednostavna za upotrebu, a rezultati mjerenja razine svijesti dobiven ovom skalom mogu se relativno pouzdano koristiti za predviđanje ishoda moždane ozljede.
Nedostaci ove skale vide se kod njenog korištenja za mjerenje stupnja oštećenja mozga kod onih pacijenata koji osim moždane traume imaju i druge poremećaje u organizmu koji mogu utjecati na razinu njihove svijesti. 
Pacijenti u šoku, hipoksemiji, ili pod utjecajem psihoaktivnih droga, alkohola, metaboličkih poremećaja i slično, mogu imati lošije vrednovanje u GKS nego je stvarna oštećenost mozga zbog traume. 
Kod nekih pacijenata ovu skalu i ne možemo koristiti, na primjer u male djece, pacijenata s oštećenjem kralježničke moždine ili pacijenata s traumom u području očiju.